# Gobierno de Ollanta Humala
El Gobierno de Ollanta Humala en el Perú inició el 28 de julio de 2011 y concluyó el 28 de julio de 2016, sucediendo a Alan García Pérez y siendo sucedido por Pedro Pablo Kuczynski. Se caracterizó por llevar a cabo una política de izquierda conservadora.
El eslogan de su gobierno fue "Perú, progreso para todos".

## Escenario Previo: Elecciones 2011

### La Gran Transformación y la Hoja de Ruta
Posterior a los resultados de la primera vuelta en las elecciones del año 2011, la cual dio como ganadores a los candidatos Ollanta Humala del Partido Gana Perú y Keiko Fujimori, lideresa del Partido Fuerza 2011. El candidato a la presidencia, Ollanta Moisés Humala Tasso y su grupo de campaña para tener mayores posibilidades de llegar al sillón presidencial en la segunda vuelta electoral de dicho año, elaboraron tácticas para convenir con otras fuerzas políticas un proyecto gubernamental, particularmente, con las facciones del centro y de la derecha liberal, por lo que visitaron a los dirigentes de los partidos Perú Posible y Acción Popular. Éstos le brindarían su apoyo, bajo la condición de que se cambien y expliquen algunos lineamientos que generaban confusión sobre las políticas económicas que se llevarían a cabo cuando Humala lograra alcanzar la Presidencia. Con esta negociación se pretendía lograr un Gobierno de Concertación Nacional que se enfrentara a los grupos fujimoristas.
El Proyecto Gubernamental llamado “Lineamientos centrales de política económica y social para un gobierno de concertación nacional” consistía en un conjunto de políticas, elaboradas para modificar la forma de crecimiento de la economía, y combatir la exclusión y la desigualdad, los primordiales dilemas del país. Humala en la ronda de prensa nacional y extranjera presentó los lineamientos del programa de consenso, que llamó la “Hoja de Ruta”. Se comprometió a la transformación del país, que se desarrollaría de forma progresiva y constante dentro del marco legal, respetando la delimitación de poderes sobre la base de la ética pública, luchando contra la corrupción y el derroche de la economía.
Los lineamientos de la Hoja de Ruta fueron preparados por profesionales independientes Carlos Herrera Descalzi, Daniel Schydlowsky, Félix Jiménez, Germán Alarco, Humberto Campodónico, Jaime Delgado, Javier Iguíñiz, Kurt Burneo, Luis Alberto Arias, Luis Sierralta, Miguel Ángel Martin, Óscar Dancourt Masías, Salomón Lerner Ghitis y Santiago Roca, la que se dividió en siete puntos: políticas sociales, propuestas de macroeconomía, políticas tributarias, energía, regulación, empleo y reformas del Estado. La Hoja de Ruta fue asumida por el presidente del Gabinete, Salomón Lerner Ghitis, el 28 de julio de 2011.
La derecha neoliberal consideró que se estaba apartando del programa inicial conocido como “La Gran Transformación”, respondiendo Humala que la Hoja de Ruta constituía la aplicación del Programa de la Gran Transformación en un naciente contexto político, siendo así que, en la segunda mitad del año 2011, el presidente Humala guía su Gobierno basado en el Programa de la Hoja de Ruta.
En diciembre del 2011 al dimitir Salomón Lerner y su Gabinete, a lo que se añade el continuo acercamiento del Gobierno hacia la derecha, se deja de lado la Hoja de Ruta y el Programa que lo sustenta, que es la Gran Transformación.
La Gran Trasformación, propuesta inicial del presidente Humala, pretendía modificar el enfoque neoliberal de la política económica por una economía nacional de mercado. Asimismo, buscaba invitar a una Asamblea Constituyente para finalizar con la Constitución de 1993, alcanzando un Estado “descentralizado y participativo”, una “nueva república democrática, pluricultural y descentralizada”. La Hoja de Ruta, programa elaborado en el proceso de la segunda vuelta electoral, no consideraba la modificación del modelo económico ni la reestructuración del orden político, mediante Asamblea Constituyente; sin embargo, sí consideraba utilizar los recursos del desarrollo para priorizar políticas redistributivas. Así, se hizo énfasis para colocar un gravamen para la minería, en la aprobación de la Ley de Consulta Previa en el sector indígena, el reforzamiento de Petroperú, la reformulación de los convenios de explotación del gas de Camisea con el objetivo de reafirmar que sea de consumo de la población del país y se procure su industrialización. Además, utilizar los recursos fiscales que favorecen el desarrollo en el establecimiento de políticas sociales efectivas, destacando la creación del Ministerio de Desarrollo Social, el fortalecimiento de SISFOH para la elaboración y aplicación de programas como Beca 18, Cuna Más, Pensión 65 y la política de incremento del sueldo mínimo.
Se destaca, entre los lineamientos centrales del programa del Gobierno de Concertación Nacional, aspectos relacionados con lograr un Estado más estable, competente, transparente y descentralizado. Entre ellos se tienen: reestructurar la administración pública, desarrollando la implementación de la carrera de servicio civil sobre la base de la meritocracia y remuneraciones acordes con el desempeño de trabajo, instaurar un equipo especializado que procure que los proyectos y programas de mayor requerimiento se lleven en su correcta aplicación, formación del personal para la adquisición de capacidades en el liderazgo de las regiones y gobiernos locales, reforzar la descentralización del Sistema Nacional de Inversión Pública (SNIP), enfatizar el uso de los fondos de inversión regionales y locales con la finalidad de incrementar el banco de proyectos, asegurando mayor intervención de las empresas y de la sociedad civil, y formación de un Consejo Económico Social con miembros del sector laboral, empresarios de la industria y la agricultura, así como miembros de la sociedad civil, el cual establece propuestas de reformas y políticas públicas con el objetivo de asegurar el desarrollo con inclusión social y redistribución, logrando que éste se dé en el marco de estabilización política y social.
Desde el planteamiento de la Hoja de Ruta, transformando el patrón de crecimiento primario exportador por el de un crecimiento inclusivo, sería viable la consolidación de la democracia republicana y la libertad.

## Periodo de transición
En la primera vuelta de Elecciones generales de 2011 los candidatos más votados fueron Ollanta Humala y Keiko Fujimori, por ello se realizó la segunda vuelta el 5 de junio de 2011. En este balotaje Humala obtuvo 51,449 % y Fujimori 48,551 % de los votos válidos.
El lunes 6 de junio de 2011, día siguiente de conocerse los primeros resultados oficiales de la Oficina Nacional de Procesos Electorales (ONPE), la Bolsa de Valores de Lima sufrió su mayor caída histórica al descender en −12,51 % el Índice General y en −12,41 % el Índice Selectivo, el cual reúne a las 15 acciones más negociadas en el mercado bursátil. La caída se debió a que los inversores se mostraron nerviosos y a la espera de que el presidente electo defina a la brevedad quién sería su ministro de economía y se reúna inmediatamente con los gremios empresariales. Ante esto, Humala llamó a la calma a los sectores empresariales y los mercados.
Tres días después de su elección, Ollanta Humala emprendió una gira latinoamericana para reunirse con los jefes de Estado de Brasil, Uruguay, Paraguay, Argentina y Chile; a la par, el expresidente Alejandro Toledo manifestó que su partido: Perú Posible apoyaría al gobierno tanto en el poder ejecutivo como en el legislativo. Luego de su visita a los presidentes, regresó al Perú a recibir sus credenciales que lo acreditan como Presidente de la República del Perú, tras ello continuó su gira por Bolivia, Ecuador, Colombia y culminando en Estados Unidos, donde fue recibido por Hillary Clinton y Barack Obama.
Atravesó su primer escándalo ético a inicios de julio, momento en que los medios de comunicación informaron que Alexis Humala, hermano del presidente electo, sostuvo reuniones en Moscú con el gobierno ruso, en donde trataron negocios bilaterales como operaciones gasíferas, pesqueras y turísticas pese a no ser parte del gobierno ni del cuerpo diplomático peruano.
Sin referirse al escándalo, viajó a Venezuela para reunirse con Hugo Chávez y tratar temas bilaterales; luego, de regreso al Perú sufre su primera estrepitosa caída en aprobación, bajando 29 puntos según la encuestadora Ipsos Apoyo. Terminó su gira reuniéndose con los presidentes de México y Cuba. A su regreso se reunió con el expresidente Alejandro Toledo, el cual ayudó a la formación del gabinete con técnicos de Perú Posible y excolaboradores del gobierno.
El miércoles 21 de julio, tras semanas de espera, el presidente electo adelantó nombres de su gabinete, entre ellos Salomón Lerner Ghitis (Premierato) y Luis Miguel Castilla (Economía).

### Toma de mando

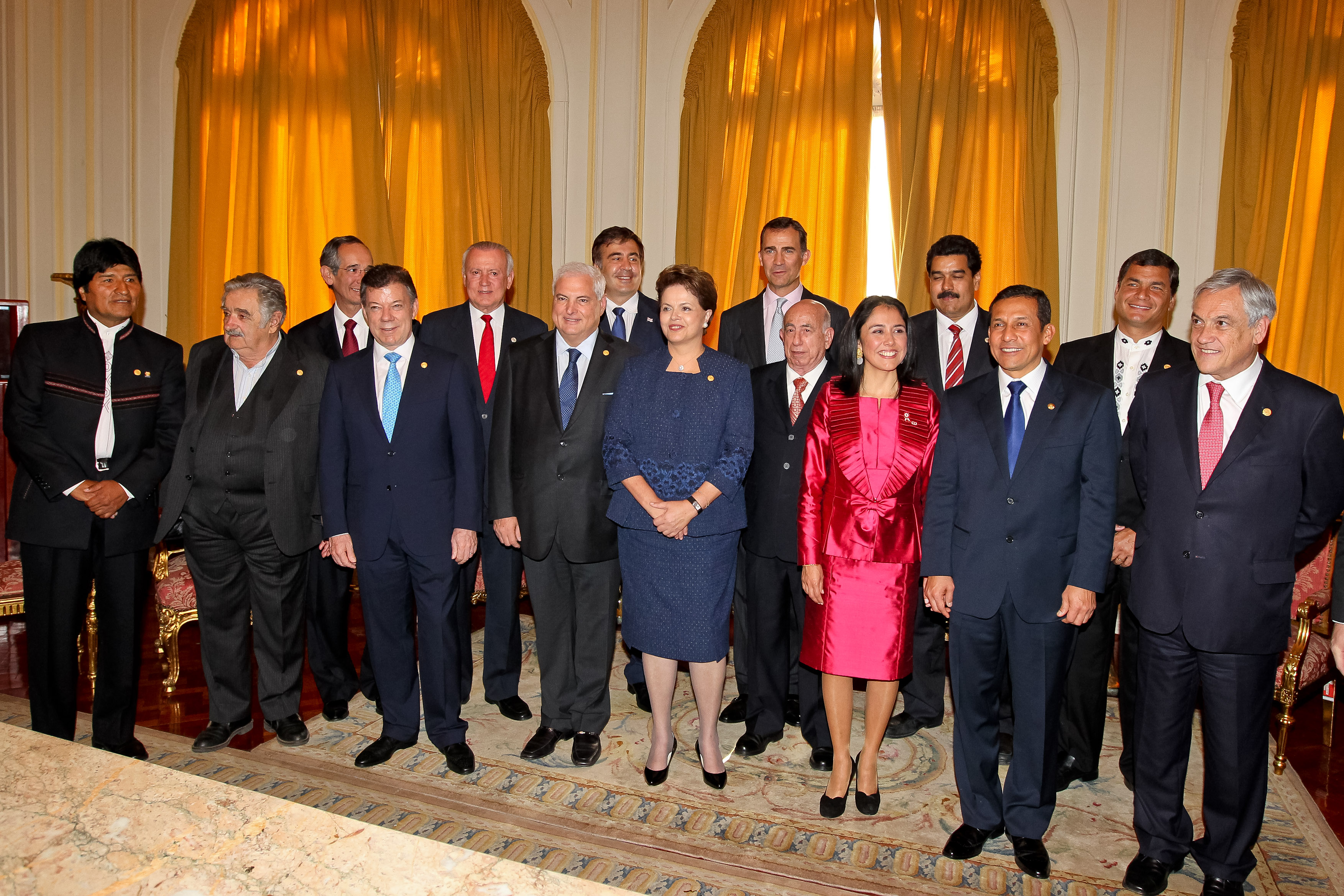
Ollanta Humala junto a otros mandatarios tras la asunción de éste como nuevo presidente del Perú.

El 28 de julio se realizó la ceremonia de asunción, en donde Humala hizo la toma de posesión en el Congreso de la República. Asistieron Felipe de Borbón y Grecia, los presidentes sudamericanos Juan Manuel Santos, Cristina Fernández de Kirchner, Rafael Correa, José Mujica, Dési Bouterse, Evo Morales, Sebastián Piñera, Dilma Rousseff, Ricardo Martinelli; el presidente de Curazao, Gerrit Schotte; el de Georgia, Míjeil Saakashvili; los jefes de Estado centroamericanos Porfirio Lobo y Álvaro Colom, además de la primera dama de México Margarita Zavala, el canciller venezolano Nicolás Maduro, el asesor del gobierno americano, Dan Restrepo; el canciller argentino, Héctor Timerman; el vicepresidente cubano, José Ramón Machado Ventura; el canciller británico, Jeremy Browne; el ministro de Agricultura de China, Han Changfu y el primer ministro japonés, Yukio Hatoyama.
En la Ceremonia realizada en el Palacio Legislativo del Perú, Humala y sus vicepresidentes juramentaron haciendo saber que respetarán el espíritu de la constitución promulgada en 1979 y no a la vigente (1993), lo cual ha sido considerado, por diversos analistas políticos y congresistas, sino un error político, al menos una provocación.
El día 29 de julio presidió el tradicional desfile militar-policial; fue acompañado en el palco por su esposa Nadine Heredia, congresistas, el presidente de Georgia, Míjeil Saakashvili y el jefe de gobierno de Curazao, Gerrit Schotte. Al finalizar el desfile, Humala descendió de la tarima con el ministro de Defensa, Daniel Mora, para saludar a los mandos militares, tras lo cual inició un recorrido por la avenida, primero a pie y luego en un automóvil descubierto, para recibir los vítores de los presentes.

## Gobierno

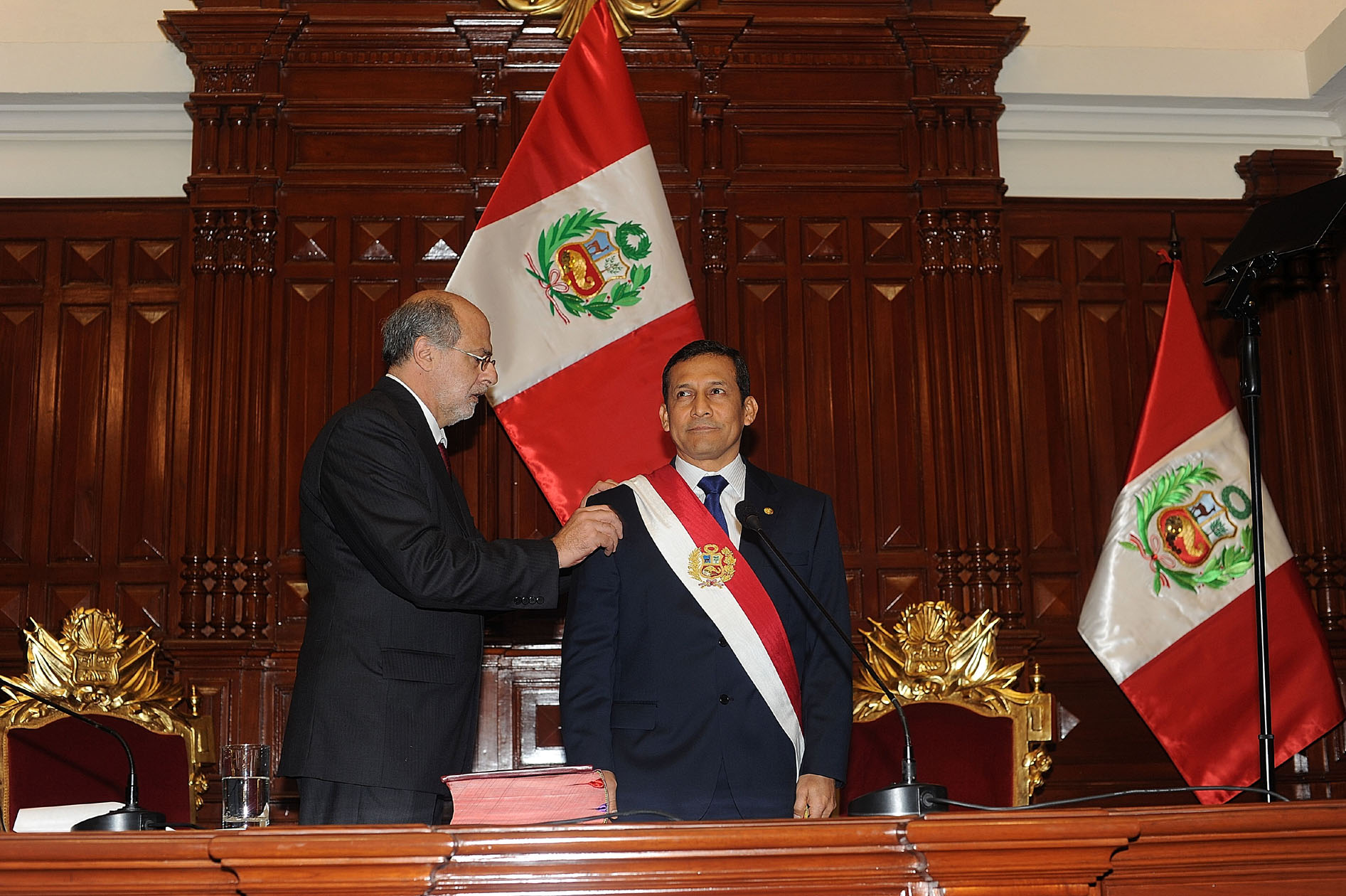
El presidente del Congreso, Daniel Abugattás, impone la banda presidencial a Ollanta Humala durante la ceremonia de juramentación en 2011.

Las designaciones de su primer gabinete ministerial se consideraron acertadas; no obstante, la designación de diversos militares de su entorno cercano en puestos del Estado, ha sido objeto de fuertes críticas. El gabinete también fue integrado por miembros de Perú Posible (partido de Alejandro Toledo), estos fueron: Daniel Mora Zevallos (Defensa) y Rudecindo Vega (Trabajo).

### Los primeros 365 días

#### Creación del Ministerio de Desarrollo e Inclusión Social
El Ministerio de Desarrollo e Inclusión Social (MIDIS) se crea el 20 de octubre del 2011 según la Ley N.º 29792, juramentando la ministra Carolina Trivelli en la ciudad del Cusco el 21 de octubre del mismo año, la cual se mantuvo en dicha cartera un año nueve meses y un día.
Es un organismo del Poder Ejecutivo que tiene la finalidad de incrementar la calidad de vida de las personas que sufren pobreza y son vulnerables, buscando que protejan sus derechos, que tengan las mismas oportunidades que el resto de la población, que puedan potenciar los recursos y habilidades que poseen. Este Ministerio establece acuerdos con los organismos del sector público, privado y la sociedad civil, procurando el logro de los proyectos de carácter social, a través del seguimiento, capacitación, reforzamiento, estimación de sus avances y coordinación entre sus creadores.
Entre sus principales funciones se encuentran las siguientes: dirigir las políticas de desarrollo e inclusión social al interior del Gobierno en el curso de la descentralización, liderar el Sistema Nacional de Desarrollo e Inclusión Social —SINADIS—, elaborando la forma de implementar las políticas nacionales, y favorecer que los sectores privados, académicos y la sociedad civil intervengan en todo el proceso de implementación de los programas sociales, buscando que sean efectivos para cubrir las necesidades poblacionales, bajo los lineamientos de las políticas nacionales.

#### Aprobación de la gestión del presidente Ollanta Humala durante los primeros 365 días
Desde el inicio de su gestión se fueron generando inconvenientes para su Gobierno. Así, en noviembre del 2011, tuvo que afrontar el conflicto minero Conga en Cajamarca, dejando un saldo de víctimas mortales, lo que trajo como consecuencia, la paralización de las operaciones y la renuncia del primer ministro Salomón Lerner.
Otro problema que tuvo que enfrentar fue la separación del vicepresidente Omar Chehade, quien habría sostenido una reunión con altos mandos de la policía de manera extraoficial.
En el 2012, un grupo de narcoterroristas tomaron como rehenes a trabajadores del Gas de Camisea en el Cuzco y las acciones para rescatarlos tuvieron como resultado ocho agentes del orden asesinados.
Con relación a la aprobación propiamente de su gestión, se encuentra que en el primer mes de su Gobierno obtuvo los porcentajes más altos de aprobación en los sectores socioeconómicos C y D (58 % y 63 % respectivamente). A diferencia del undécimo mes, en el que obtuvo la mayor aprobación en los sectores A y B (59 % y 52 % respectivamente), y la menor aprobación en los sectores D y E (41 % y 42 % respectivamente). Lo que indica que en el proceso de su Gobierno en el primer año, el presidente fue perdiendo aprobación en los niveles menos favorecidos económicamente y aumentando su aprobación en los niveles con mayor poderío económico. 
|                     | NSE A | NSE B | NSE C | NSE D | NSE E |
| Mes 1(agosto)       | 44    | 41    | 54    | 58    | 63    |
| Mes 2 (septiembre)  | 62    | 58    | 62    | 67    | 69    |
| Mes 3 (octubre)     | 59    | 60    | 64    | 63    | 56    |
| Mes 4 (noviembre)   | 66    | 64    | 58    | 49    | 57    |
| Mes 5 (diciembre)   | 51    | 44    | 46    | 47    | 48    |
| Mes 6 (enero)       | 60    | 51    | 56    | 52    | 60    |
| Mes 7 (febrero)     | 75    | 55    | 56    | 62    | 56    |
| Mes 8 (marzo)       | 62    | 54    | 55    | 50    | 52    |
| Mes 9 (abril)       | 65    | 58    | 57    | 56    | 49    |
| Mes 10 (mayo)       | 52    | 54    | 49    | 51    | 52    |
| Mes 11 (junio)      | 59    | 52    | 44    | 41    | 42    |
| Fuente: Ipsos Apoyo |       |       |       |       |       |

|                                                   | Ollanta Humala |
| Mes 1(agosto)                                     | 47             |
| Mes 2 (septiembre)                                | 61             |
| Mes 3 (octubre)                                   | 63             |
| Mes 4 (noviembre)                                 | 53             |
| Mes 5 (diciembre)                                 | 49             |
| Mes 6 (enero)                                     | 58             |
| Mes 7 (febrero)                                   | 61             |
| Mes 8 (marzo)                                     | 55             |
| Mes 9 (abril)                                     | 56             |
| Mes 10 (mayo)                                     | 51             |
| Mes 11 (junio)                                    | 47             |
| Mes 12 (julio)                                    |                |
| Fuente: Argumentos, Revista de Análisis y Crítica |                |

|                     | Nacional Urbano | Lima Metropolitana | Resto urbano |
| Mes 1 (agosto)      | 55              | 47                 | 61           |
| Mes 2 (septiembre)  | 65              | 61                 | 68           |
| Mes 3 (octubre)     | 62              | 63                 | 61           |
| Mes 4 (noviembre)   | 56              | 53                 | 57           |
| Mes 5 (diciembre)   | 47              | 49                 | 44           |
| Mes 6 (enero)       | 54              | 58                 | 51           |
| Mes 7 (febrero)     | 59              | 61                 | 57           |
| Mes 8 (marzo)       | 53              | 55                 | 51           |
| Mes 9 (abril)       | 56              | 58                 | 54           |
| Mes 10 (mayo)       | 51              | 51                 | 50           |
| Mes 11 (junio)      | 45              | 57                 | 43           |
| Fuente: Ipsos Apoyo |                 |                    |              |

La desaprobación que fue adquiriendo el presidente Ollanta Humala durante su primer año de gestión se debió a que durante la campaña prometió ser un Gobierno de Transformación; sin embargo, durante el ejercicio del mismo fue mirando hacia el enfoque político de derecha. Esto se sustenta con base en los resultados obtenidos de aprobación registrados, que muestran aumento en los sectores A y B y disminución C, D y E.

#### Conflicto Minero Conga
Durante un mitin de campaña en Cajamarca el 5 de junio del 2011, el presidente Humala expresó que había visto varias lagunas que las querían comprar y les preguntó a los pobladores si querían vender su agua, a lo que respondieron que no estaban de acuerdo. El Presidente les vuelve a preguntar qué es más importante para ellos, si el agua o el oro, a lo que le responden, el agua. Él se comprometió a respetar la voluntad de Bambamarca y Hualgayoc con respecto a la minería. Asimismo, aseguró que se respetaría la agricultura, la ganadería y el agua para los peruanos.
El 16 de noviembre de ese mismo año, cuando ya había asumido el mando, manifestó que el proyecto Conga es un proyecto importante para el Perú, porque le va a permitir realizar la gran transformación. Ante esto, el presidente Humala rechaza las posiciones extremas y plantea una posición sensata, el agua y el oro.
Tras el peritaje internacional, el 20 de abril del 2012, expuso que quería dejar en claro que este proyecto (Conga) deberá someterse a las nuevas condiciones que el Estado dispone en beneficio de todos los peruanos y en especial de la población de Cajamarca.
Dos meses después, el 23 de junio, declaró que se iba a poder hacer que la empresa garantice el abastecimiento de agua, pero no podía exponer al Perú al incumplimiento del estado de derecho, pues su gobierno no permitirá el desarrollo de ningún proyecto extractivo que exponga a la población al desabastecimiento de agua o que no tenga los estándares de calidad permitidos para el consumo humano. Finalmente, el 18 de noviembre dijo que creía que Conga es un tema que se ha sobredimensionado y hay que ponerlo en su real dimensión.
Representantes de la ciudad de Cajamarca y del Congreso criticaron el discurso del Presidente. Uno de ellos, Gregorio Santos, presidente regional, dijo que el proyecto no va a financiar la Gran Transformación, pues este otorgaría ganancias recién el año 2016.
Igualmente, las comunidades de campesinos iniciarían un paro indefinido a la espera que la empresa extractora se retire de Conga. Por otro lado, el congresista nacionalista, Javier Diez Canseco, objetó el discurso del Presidente, y manifestó que tendría que probarse que el oro y el agua son compatibles. Mencionó que la población no confía en la empresa Yanacocha, pues ya se habían presentado antecedentes negativos respecto a la veracidad de los Estudios de Impacto Ambiental. De la misma manera, el Colegio de Abogados se pronunció sobre la defensa de las lagunas y humedales de Cajamarca.

### Relación con la prensa
Desde inicios del gobierno, se ha podido constatar que el presidente es poco proclive a las declaraciones ante la prensa. Así mismo, el primer ministro Salomón Lerner Ghitis informó de un oficio emitido a los 17 ministros en los que insta a no realizar declaraciones a la prensa sobre temas de gobierno y se les solicita informen por escrito del contenido de sus declaraciones, en este sentido, cada ministro solo está autorizado a informar sobre su sector. En el ámbito del poder legislativo, el Congreso se inauguró con una sesión reservada para un tema legalmente ajeno a esta clasificación. Su presidente, Daniel Abugattás ha mostrado un fuerte rechazo a la prensa. produciéndose algunos cruces con sectores de la prensa.

### Aprobación del gobierno
Un 62 % de la población aprueba la gestión del presidente Ollanta Humala en sus primeros días, según una encuesta nacional de Datum Internacional, realizada entre el 5 y el 8 de agosto. En julio de 2012 la aprobación es de 36 %

### Gravamen minero
El presidente del Consejo de Ministros, Salomón Lerner Ghitis, anunció el 25 de agosto, que el gobierno acordó con las empresas mineras que operan en el país el pago de un gravamen de 3,000 millones de nuevos soles por año, fue durante su exposición de la política gubernamental ante el pleno del Congreso de la República. Explicó que en cinco años, este nuevo ingreso público a los nuevos niveles actuales de precio alcanzará la cifra de 15,000 millones de soles.
“Este gravamen no afectará ni la inversión ni la competitividad de las empresas facilitando la inversión en proyectos por 30,000 millones de dólares en los próximos cinco años en el sector de minería”, acotó.

### Ley de Consulta Previa
El Presidente de la República promulgó el 6 de septiembre del mismo año , la esperada Ley de Consulta Previa a los pueblos indígenas. Es un texto íntegro de este mecanismo que busca promover el recojo de la opinión de los pobladores indígenas al momento de decidir o no una inversión en los lugares donde habitan.
Además, el Mandatario confió en que este mecanismo legal podrá fortalecer las inversiones:
"Esta ley fortalece el proceso de inversiones, porque ahora los procesos que se den de inversiones necesariamente deberán ser consultados con la población, y el hecho de la vinculancia no es tan importante, sino más bien el recuperar la voz de la ciudadanía".
La ley de Consulta Previa es el resultado de la intención conciliadora, la cual, fue eje fundamental del gobierno de Ollanta Humala. Esta Ley, aprobada por la mayoría en el año 2011, fue propuesta bajo el lente de que es un derecho fundamental para los pueblos indígenas la consulta de decisiones frente a sus dominios y es un signo fortalecedor de la inclusión social. La Ley consiste básicamente en reconocer el derecho fundamental que poseen los distintos grupos étnicos al momento de toma de decisiones de manera vertical; y de esa manera poder consensuar la protección de su cultura, a la vez, garantizando su participación. De esta manera, la aplicación de la Ley representaría un gran avance para la legitimidad del Estado peruano y sería ejemplo de su alcance en territorios alejados.

Sobre la Ley

Artículo 1. Objeto de la Ley
La presente Ley desarrolla el contenido, los principios y el procedimiento del derecho a la consulta previa a los pueblos indígenas u originarios respecto a las medidas legislativas o administrativas que les afecten directamente. Se interpreta de conformidad con las obligaciones establecidas en el Convenio 169 de la Organización Internacional del Trabajo (OIT), ratificado por el Estado peruano mediante la Resolución Legislativa 26253.
Artículo 2. Derecho a la consulta
Es el derecho de los pueblos indígenas u originarios a ser consultados de forma previa sobre las medidas legislativas o administrativas que afecten directamente sus derechos colectivos, sobre su existencia física, identidad cultural, calidad de vida o desarrollo. También corresponde efectuar la consulta respecto a los planes, programas y proyectos de desarrollo nacional y regional que afecten directamente estos derechos.
La consulta a la que hace referencia la presente Ley es implementada de forma obligatoria solo por el Estado.
Artículo 3. Finalidad de la consulta

La finalidad de la consulta es alcanzar un acuerdo o consentimiento entre el Estado y los pueblos indígenas u originarios respecto a la medida legislativa o administrativa que les afecten directamente, a través de un diálogo intercultural que garantice su inclusión en los procesos de toma de decisión del Estado y la adopción de medidas respetuosas de sus derechos colectivos.

En la actualidad, la Ley de Consulta Previa de los pueblos indígenas u originarios han presentado buenos resultados; sin embargo, necesita de ajustes para poder cada vez ser más eficientes y poder armar mesas de diálogos más imponentes y con mayor presencia y participación indígena.

### Caso PRONAA
El 20 de septiembre de 2011 murieron tres niños intoxicados luego de ingerir alimentos del PRONAA (Programa Nacional de Asistencia Alimentaria), organismo dependiente del MIMDES; horas después Aída García Naranjo, titular de este sector hizo caso omiso a este fallecimiento y continuó con actividades de celebración de una de las instituciones; tras ello los parlamentarios de Fuerza 2011 y Alianza por el Gran Cambio criticaron la inacción de la ministra y pidieron la interpelación que fue apoyada por otros partidos políticos; días después otros seis niños y una profesora fueron intoxicados por alimentos de la misma institución La ministra se presentó al Congreso el 6 de octubre, luego de que García Naranjo deslinde de esa responsabilidad, el 13 de octubre se pasó a debatir la censura de la ministra que no prosperó.
En el año 2012, el gobierno de Humala decidió cerrar definitivamente este programa alimentario.

### Escándalos de Vicepresidentes
En la quincena de octubre de 2011, el periodista Gustavo Gorriti denunció que el segundo vicepresidente y congresista, Omar Chehade, habría sido enlace entre oficiales de la policía y familiares suyos vinculados al grupo Wong. Chehade fue acusado por el general retirado de la Policía, Guillermo Arteta, de haber planteado a inicios de este mes en una reunión con otros altos oficiales de esa institución el desalojo de los trabajadores de la empresa azucarera Andahuasi que la administran por orden judicial. Esto, según Arteta (que era entonces jefe policial de Lima Norte, donde está ubicada Andahuasi), con el fin de entregar la azucarera a la empresa Wong, una de las más poderosas en el país con actividades en la agroindustria y el comercio. Tras ello la Fiscalía de la Nación planteó una investigación y del mismo modo, la Comisión de Ética del Congreso de la República. Al respecto, Chehade ha negado la versión de Arteta y se ha defendido, indicando que se pretende desestabilizar su trabajo en el parlamento. Días después se reveló que Chehade sostuvo reuniones con el exministro de Transportes Enrique Cornejo en el mes de junio para tratar de direccionar la licitación del segundo tramo del Tren Eléctrico a favor de la empresa brasileña Andrade Gutiérrez, obra que está valorizada 583 millones de dólares. El congresista y vicepresidente fue suspendido 120 días por el Pleno del Congreso el 5 de diciembre, con 103 votos. Chehade Moya renunció a la vicepresidencia el 16 de enero de 2012, horas antes de la votación en el congreso para una acusación constitucional.
El 30 de octubre, el programa periodístico Cuarto Poder denunció que la vicepresidenta Marisol Espinoza ejerció su poder (mientras estaba ocupando el despacho presidencial) para trasladar un tomógrafo que estaba destinado a Abancay, a Piura, ciudad natal de la también congresista. Esta denuncia se basa en que el 11 de agosto, un mes antes de que se reasignará el equipo de Abancay a Piura, Espinoza le envió una carta al presidente ejecutivo de EsSalud, Álvaro Vidal, pidiéndole explicaciones de por qué un tomógrafo que requería Piura desde hace cuatro años, no había llegado todavía. Coincidentemente, casi un mes después de su carta, el 6 de septiembre se hizo oficial el traslado del tomógrafo comprado para Abancay a la ciudad natal de la legisladora oficialista. El 9 de diciembre el diario Perú 21 denunció que la también congresista en enero de 2011 defendió la ampliación de la Ley 29299 y exigió que, por insistencia, el Pleno aprobara el proyecto de ley —observado por el Ejecutivo— que planteaba establecer medidas para viabilizar el régimen de las empresas azucareras Luego de ello la vicepresidenta intervino en la diligencia judicial de Tumán, a favor del Grupo Oviedo, para evitar el cambio de la administración a favor de un grupo de demandantes. Luego de la promulgación de la cuestionada norma por parte del Congreso, Jorge Espinoza Cruz, piurano, hermano de la parlamentaria, ingresó a trabajar al área de Seguridad, Calidad y Medio Ambiente de la azucarera chiclayana Tumán, que es administrada por el grupo Oviedo.

### Crisis del gabinete
El 10 de diciembre de 2011 el presidente del Consejo de Ministros, Salomón Lerner Ghitis, renunció a su cargo. Tras ello, Humala aceptó su renuncia y dio a conocer a los medios que Óscar Valdés asumirá el premierato. La renuncia se dio en medio de conflictos sociales como los de Cajamarca, Andahuaylas y Madre de Dios, despertando preocupaciones en la oposición. Al día siguiente el expresidente Alejandro Toledo salió en los medios de prensa a anunciar el retiro de sus ministros del gabinete y que no aceptó un nuevo ofrecimiento para volver a integrar el Ejecutivo. En la noche del mismo día juramentó el Premier y 10 nuevos ministros.

### Captura de 'Artemio'
El 9 de febrero de 2012 se dio la noticia que el líder Senderista Florindo Eleuterio Flores Hala 'Artemio' fue herido tras lucha entre policías y senderistas en el Alto Huallaga. Dos días después el ministro de Defensa Alberto Otárola confirmó que el líder senderista fue capturado en Tocache. Tras ello Artemio fue trasladado a la ciudad de Lima, en donde fue internado en el Hospital de Policía por heridas; en los siguientes días fue trasladado a la DIRCOTE.

### Traslado de Antauro Humala
El viernes 2 de marzo de 2012 el hermano del presidente, Antauro Humala fue trasladado de la prisión de 'Piedras Gordas' al penal 'Virgen de la Merced' en Chorrillos; este último parecía ser un penal inexistente o poco conocido. El cambio se dio por "medidas de seguridad" según el jefe del Instituto Nacional Penitenciario, José Luis Pérez Guadalupe. Tras ello diversos políticos consideraron al cambio de penal como una medida inconveniente.; del mismo modo la comisión de justicia del Congreso citó al Ministro de Justicia, Juan Jiménez, y al jefe del Instituto Nacional Penitenciario, para que expliquen esta decisión. Días después el titular del Ministerio de Justicia contó que llegaron informes de inteligencia en los cuales se daba cuenta de un plan para secuestrar a Antauro y a sus familiares en Piedras Gordas. A los días siguientes el expresidente Alejandro Toledo salió en conferencia de prensa exigiendo que el presidente Humala se pronuncie sobre el tema; además anunció una posible interpelación al Ministro de Justicia por parte de Perú Posible; del mismo modo subrayó que Antauro Humala es un golpista, también la excandidata presidencial Lourdes Flores Nano también criticó al jefe de Estado, a quien demandó que se pronuncie sobre el caso Antauro.

### Terrorismo
El 9 de abril, un grupo terrorista secuestró a trabajadores de la TGP (Transportadora de Gas del Perú) en la Provincia de La Convención, Cusco. Tras ello las fuerzas militares y policiales recibieron un comunicado de los terroristas en donde estos se habría exigido 10 millones de dólares, además de material explosivo, camisas y pantalones. El 12 de abril se produjo un enfrentamiento entre fuerzas del orden y senderistas en el VRAE, que dejó a una capitana de la policía muerta; a los dos días se liberaron a los secuestrados; según los comunicados oficiales, la liberación se dio por presión de las fuerzas armadas; en la operación de rescate los militares dispararon contra un helicóptero y lo hicieron caer; tras ello desparecieron dos policías en la zona; en los siguientes días se acusó al ejército de haber comprado implemento en mal estado y raciones malogradas. El 30 de abril se encontró a Luis Astuquillca, uno de los desaparecidos en el VRAE, dos días después se encontró el cadáver de César Vilca, que fue encontrado por el padre; tras ello el Ministerio del interior emitió un comunicado informando de la aparición del cuerpo gracias a una intensa búsqueda por parte de la policía. El 3 de mayo, en el pleno del congreso se presentó la moción de censura contra ministros de Interior y Defensa por "incapacidad, falta de liderazgo y estrategia". El 10 de mayo los ministros Alberto Otárola (Interior) y Daniel Lozada (Defensa) presentaron su renuncia irrevocable.

### Cambio de gabinete
El lunes 23 de julio de 2012, tras semanas de especulación, Óscar Valdés presentó su renuncia a la Presidencia del Consejo de Ministros del Perú, junto a él todos los ministros pusieron sus cargos a disposición; siendo la segunda crisis de gabinete en menos de un año de gobierno de Humala. En la tarde del mismo día, Ollanta Humala nombró primer ministro a Juan Jiménez Mayor, además de este cambio, hubo seis más en los sectores de Agricultura, Salud, Interior, Defensa y Justicia.

### Segundo Mensaje a la Nación por Fiestas Patrias
El 28 de julio, al cumplirse un año del gobierno, se empezó celebrando la Misa y Te Deum tradicional en la Catedral de Lima; luego de ello, el presidente recorrió a pie por el Jirón Junín para llegar al Congreso, en donde brindó su segundo mensaje a la nación, por fiestas patrias. Según la constitución peruana, el presidente en esta fecha debe dar un mensaje a la nación en donde de cuenta de lo realizado y expongan sus planes futuros. Este discurso cumplió con lo anterior, pero fue también criticado por líderes políticos por su contenido en cifras y por las pocas metas logradas, así como los temas que no fueron mencionados.

### Compra de activos de Repsol
A inicios de abril de 2013 la empresa Reuters reveló que Petroperu, empresa del gobierno, presentó una oferta preliminar a la española Repsol para comprar su refinería y estaciones de gasolina que tiene en el país, en momentos en que la compañía europea está vendiendo parte de sus activos en el exterior; la propuesta incluye la refinería de petróleo La Pampilla, la cadena de estaciones de gasolina y una planta envasadora de Repsol en Perú. Tras ello, el premier Juan Jiménez Mayor afirmó que el Gobierno considera participar de forma parcial en compra de activos. Sin embargo, la intención de compra ha sido calificada como inconstitucional, pues la carta magna establece que el Estado puede participar solo de manera subsidiaria; además, expertos en hidrocarburos plantearon que la situación económica de Petro-Perú no justifica su ingreso a La Pampilla, máxime cuando muchas refinerías en el mundo están cerrando por temas de competitividad y que con la compra de activos el gobierno controlaría los precios de la gasolina. Por otro lado, Ollanta Humala junto al ministro de Energía y Minas, Jorge Merino, recibieron en Palacio de Gobierno a Antonio Brufau, presidente de Repsol, al que le habrían comunicado oficialmente el interés del Estado Peruano por adquirir una participación en la empresa de refino según diarios de la capital. Estas pretensiones de comprar activos de Repsol por parte del estado se debería también a la intenciones de las compañías chilenas de hidrocarburos COPEC y Quiñenco que buscarían comprar la refinería La Pampilla que junto con 317 grifos de Repsol; el vecino país obtendría un 80 % del mercado de gasolina y petróleo diesel en el Perú.

### Asunción de mando de Maduro
El 18 de abril de 2013, Ollanta Humala convocó a los presidentes de los países miembros Unasur para una reunión de emergencia por la asunción de Nicolás Maduro como presidente de Venezuela, quien ha sido criticado por un supuesto fraude electoral y no ha sido reconocido como presidente por Estados Unidos. En la reunión participaron los presidentes Cristina Fernández, Juan Manuel Santos, Sebastián Piñera, Evo Morales, José Mujica, Dilma Rousseff, el vicepresidente ecuatoriano Jorge Glas y el mismo Nicolás Maduro. A la par, el presidente pidió permiso al Congreso de la República para viajar a Venezuela a la ceremonia de toma de mando, solicitud que fue aprobada por el parlamento peruano en medio de críticas de la oposición. Luego del viaje del presidente, el premio nobel de literatura Mario Vargas Llosa tildó de "cómplices del chavismo" a Humala y los presidentes de Unasur por asistir a la ceremonia; del mismo modo el expresidente Alejandro Toledo dijo "que Humala tendrá que asumir su responsabilidad por apoyar a un gobierno ilegítimo".

### Crisis política de julio de 2013
A inicios de julio de 2013, se promulgó la denominada Ley del Servicio Civil que plantea unificar los regímenes del trabajador público puesto que los servidores públicos pueden estar bajo Contrato Administrativo de Servicios (CAS), contratación como privados o de manera pública; sin embargo los trabajadores estatales sostienen que la nueva ley pondría muchas trabas para el desarrollo profesional por las evaluaciones que implica la nueva norma. Es por ello que centenares de trabajadores del Estado comenzaron una serie de protestas y marchas en distintas ciudades del país como Arequipa, Lima, Iquitos, Cusco, Chiclayo y Cajamarca
El domingo 14 de julio un programa periodístico difundió una escuha telefónica en donde se oía al ministro de Defensa, Pedro Cateriano decir que la primera dama, Nadine Heredia le dio luz verde para realizar un decreto de urgencia en el cual el Programa de las Naciones Unidas para el Desarrollo se encargue de las licitaciones para equipar instalaciones militares en el valle de los ríos Apurímac y Ene (VRAE).
El miércoles 17 de julio el Congreso de la República designó en medio de cuestionamientos y en un accidentado pleno a los miembros del Tribunal Constitucional, del Banco Central de Reserva y a la defensora del pueblo; acción que fue cuestionada debido a la militancia partidaria de tres candidatos al Tribunal Constitucional (los oficialistas Cayo Galindo, Víctor Mayorga y el fujimorista Rolando Sousa) y la candidata a la Defensoría del Pueblo Pilar Freitas. Horas después de la designación, el presidente Ollanta Humala pidió al nuevo magistrado Sousa y a Freitas que diesen "un paso al costado” debido a los cuestionamientos. A las pocas horas de la elección, los Magistrados electos renunciaron al igual que la defensora del pueblo Freitas, por ello el Congreso realizó una sesión extraordinaria el día 24 de julio en la cual se anuló las designaciones de las tres instituciones.
El 24 de julio Ollanta Humala tomó juramento a tres nuevas ministras: Mónica Rubio García asumió la cartera de Inclusión y Desarrollo Social, Diana Álvarez-Calderón fue designada en el Ministerio de Cultura y Magali Silva Velarde-Álvarez en el Ministerio de Comercio Exterior y Turismo.
El 28 de julio, el presidente dio el tradicional mensaje por fiestas patrias en el Congreso de la República, en el cual se dedicó a enumerar los principales logros de sus primeros tres años en el poder, entre los que resaltó el “impacto transformador” que tuvo en los jóvenes de escasos recursos el programa Beca 18 o la aprobación de la Ley del Servicio Civil, la única reforma estructural que ha emprendido el Gobierno.
Sin embargo, no se hizo anuncios importantes en ninguno de los tres ejes claves (Seguridad, Educación y Salud), y sí una lista de buenos deseos e intenciones para los dos años que le quedan por delante.

### Controversia por viaje a Francia y crisis del gabinete
El día 2 de octubre de 2013, Ollanta Humala y la canciller, Eda Rivas, tomaron un vuelo comercial de la aerolínea Air France con destino a la ciudad de Bangkok, en donde realizó una visita oficial con el objetivo fortalecer el intercambio cultural y económico. Luego de ello se dirigió a Bali para la cumbre de APEC, en donde participó junto a otros jefes de Estado.
El día 8 de octubre se anunció que Humala dejaría la isla de Bali para dirigirse a París, en donde se reuniría con el presidente François Hollande; sin embargo, esta visita no fue bien vista por algunos parlamentarios peruanos, quienes le habían dado autorización para salir del país con motivo de la cumbre de APEC, mas no para una visita oficial a Francia. Sin embargo, miembros del oficialismo justificaron la visita como una "escala técnica" a pesar de que Humala trató temas bilaterales con el presidente francés. El día 14 de octubre, un grupo de parlamentarios planteó una moción de censura contra la ministra de Relaciones Exteriores, Eda Rivas, quien días anteriores había justificado el viaje como "escala técnica" sin tener en cuenta que el presidente trató temas de Estado.
El día 29 de octubre de 2013, Juan Jiménez Mayor comunicó a los medios sobre su renuncia al cargo de Presidente del Consejo de Ministros; con su renuncia, el gabinete en pleno renunció y luego de ello el presidente regional de San Martín, César Villanueva contó en conferencia de prensa que asumiría el premierato por ofrecimiento del presidente Ollanta Humala. Fueron ratificados todos los ministros a excepción de Patricia Salas (Educación), quien fue reemplazada por Jaime Saavedra. Este último aseveró que la gestión de la ministra saliente había tenido un desempeño óptimo, pues se dieron muchas reformas dentro del sector que necesitan ser continuadas e impulsadas, dado que tenía como objetivo lograr la igualdad de oportunidades para la población infantil y juvenil.

### Controversia por Gasto en Publicidad en 2013
El Poder Ejecutivo gastó el año 2013 S/.467.3 millones en publicidad e imagen institucional, según informó el congresista Juan Carlos Eguren (PPC-APP) tras asegurar que en los tres años anteriores los gastos por este rubro se dispararon en 120 %, según cifras del Ministerio de Economía y Finanzas. Eguren señaló que el monto gastado en publicidad estatal era superior al presupuesto del poder Legislativo para el 2014 y equivalente al 80 % del presupuesto asignado al Instituto Nacional Penitenciario y ocho veces más que las partidas presupuestales del Concejo de Ciencia y Tecnología (Concytec).
Eguren consideró que los gastos de publicidad estatal en sí no son malos ni tampoco ilegales, lo malo es el gasto desmedido orientado a un afán propagandístico y no de una valiosa información para la ciudadanía. También cuestionó que el Gobierno de turno invirtiera 153 millones de soles en campañas publicitarias para el sector educación, teniendo conocimiento que del presupuesto estipulado para el año 2013 solo se utilizó el 45.8 % para obras. Del mismo modo, criticó los resultados de la prueba PISA por los deficientes estándares alcanzados.

### Controversia por Incremento de sueldos y crisis del gabinete
Por Decreto Supremo 023-2014-EF, publicado en el diario oficial “El Peruano”, se dispuso el incremento de los sueldos a funcionarios públicos de la Ley 30057, o Ley del Servicio Civil. De esta manera, los ministros de Estado, que percibían S/. 15.600, pasaron a recibir S/. 30.000 a dar a razón de doce veces por año, más dos de aguinaldo y uno por fiestas patrias. Asimismo, los viceministros pasaron a percibir S/. 28.000 al mes y los secretarios general de ministerios, S/.25.000. Otros funcionarios se ubicaron en el orden de entre S/. 15.000 a S/. 25.000.
Luego del debate público, el presidente del consejo de ministros, César Villanueva indicó que había coordinado con el titular de economía el aumento de la remuneración mínima vital; sin embargo esto fue desmentido por la primera dama, Nadine Heredia y Luis Miguel Castilla, ministro de economía. Tras ello, Villanueva Arévalo renunció a la jefatura del gabinete el 24 de febrero, ocasionando la crisis ministerial. El mismo día, Humala Tasso juramentó a René Cornejo como Presidente del Consejo de Ministros y nombró a siete nuevos ministros: Carmen Omonte en el portafolio de la Mujer y Poblaciones Vulnerables; Piero Ghezzi en Producción; Juan Manuel Benites Ramos en Agricultura; Ana Jara en Trabajo y Promoción de Empleo; Eleodoro Mayorga en Energía y Minas; Paola Bustamante en Desarrollo e Inclusión Social; y Milton von Hesse en Vivienda.
El 14 de marzo, concurrió al parlamento el presidente del consejo de ministros y los demás miembros del gabinete para exponer la política general del Gobierno y pedir el voto de confianza. Luego de la exposición y el debate, se procedió a la votación en la cual 47 congresistas votaron a favor y 71 se abstuvieron; tras ello se votó nuevamente y se obtuvieron 42 votos a favor, 73 abstenciones y 6 votos en contra. En consecuencia; el gabinete no obtuvo el respaldo del parlamento y pusieron su cargo a disposición del presidente Ollanta Humala.
Tras ello se convocó a una nueva votación para el 17 de marzo y gracias a los votos de la bancada del PPC-APP, el gabinete logró obtener de forma ajustada el voto de confianza con 66 votos a favor, 52 en contra y 9 abstenciones.

### Disputa por la candidatura para la Presidencia del Congreso 2014-2015 y crisis interna en el Partido Nacionalista
A mediados del 2014, un grupo de congresistas del Partido Nacionalista Peruano suscribió una carta, en la que proponen como alternativa para la Presidencia del Congreso en el periodo anual de sesiones de julio de 2014 a julio del 2015 a la vicepresidenta Marisol Espinoza. Según los parlamentarios, Espinoza tenía el consenso para lograr tender puentes con las bancadas de oposición, sin embargo ella no sería la única aspirante dentro del nacionalismo para tentar la Presidencia, sino también Ana María Solórzano, parlamentaria que contaba con el aval de Humala y de Nadine Heredia, ambos se oponían a una eventual postulación de Espinoza argumentando que habría una duplicidad de funciones teniendo en cuenta que era la Vicepresidenta. Según expresa Chehade, recibió una llamada de la congresista Ana Solórzano, quien lo convocaba a una reunión de urgencia, en la cual le manifiesta que “La Jefa”, refiriéndose a Nadine Heredia, la estaba designando para la presidencia del Congreso (Chehade 2016). Los congresistas firmantes de la carta se opusieron, dado que Solorzano tenía mayor cercanía con Heredia y por consiguiente iba a generar resistencias en las demás bancadas.
Tras reuniones sin resultados positivos, se determinó que Solorzano fuera la candidata para la Presidencia del Congreso, en detrimento de Espinoza, a consecuencia de ello, el 24 de julio de 2014, seis congresistas; Justiniano Apaza, Claudia Coari, Esther Saavedra, Natalie Condori, Juan Pari y Amado Romero; decidieron renunciar a la bancada nacionalista, en desacuerdo por la forma en la que Solórzano fue seleccionada. Este grupo de congresistas formó una nueva bancada denominada "Dignidad y Democracia".

### Crisis del gabinete Cornejo

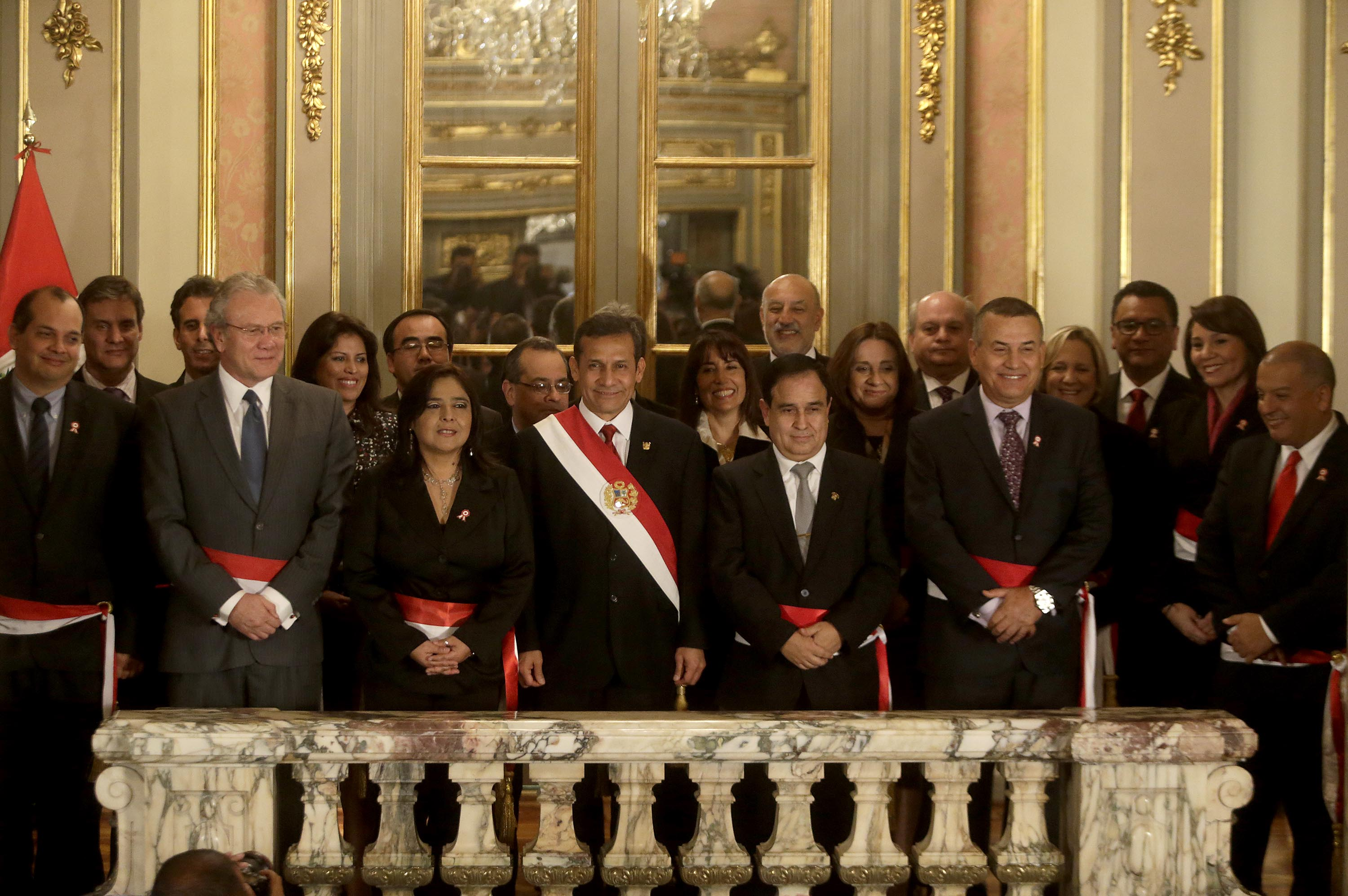
El presidente Ollanta Humala, junto con la premier Ana Jara Velásquez y los miembros de su gabinete ministerial, luego de la ceremonia de juramentación.

El 20 de julio se reveló en un programa periodístico que uno de los asesores de René Cornejo estaba interesado en desprestigiar al congresista Víctor Andrés García Belaúnde, quien había denunciado al premier por un supuesto beneficio a su propia empresa (Grupo Helios) desde el inicio de su gestión. El día 22 de julio Cornejo renunció al premierato y fue reemplazado por Ana Jara Velásquez.
El 26 de agosto de 2014, el gabinete ministerial obtuvo el voto de confianza del Congreso, en una apretada votación, en la que debido a un inicial empate (54 votos a favor y 54 en contra, además de nueve abstenciones), se decidió a su favor por el voto dirimente de la presidenta del Congreso, Ana María Solórzano.

### Censura del Gabinete Jara
A mediados de marzo, Correo Semanal reveló más de 100 mil rastreos que la Dirección Nacional de Inteligencia (DINI) realizó a los bienes de políticos, empresarios, militares, policías y periodistas. Tras ello, Ana Jara asistió al congreso a ofrecer soluciones y anunciar el relevo de la cúpula de la institución de inteligencia. Sin embargo; la oposición presentó una moción de censura contra la presidenta del consejo de ministros. El 19 de marzo de 2015, las bancadas de oposición entregaron una moción para censurar a la ministra Ana Jara por “no haber investigado, denunciado y/o sancionado —en el nivel que le correspondía— a quienes habrían cometido actos ilegales al interior de la DINI”.
El 30 de marzo de 2015 el congreso debatió la censura y esta fue aprobada con 72 votos a favor, 42 en contra y 2 abstenciones.

### Nadine Heredia y el cargo de primera dama

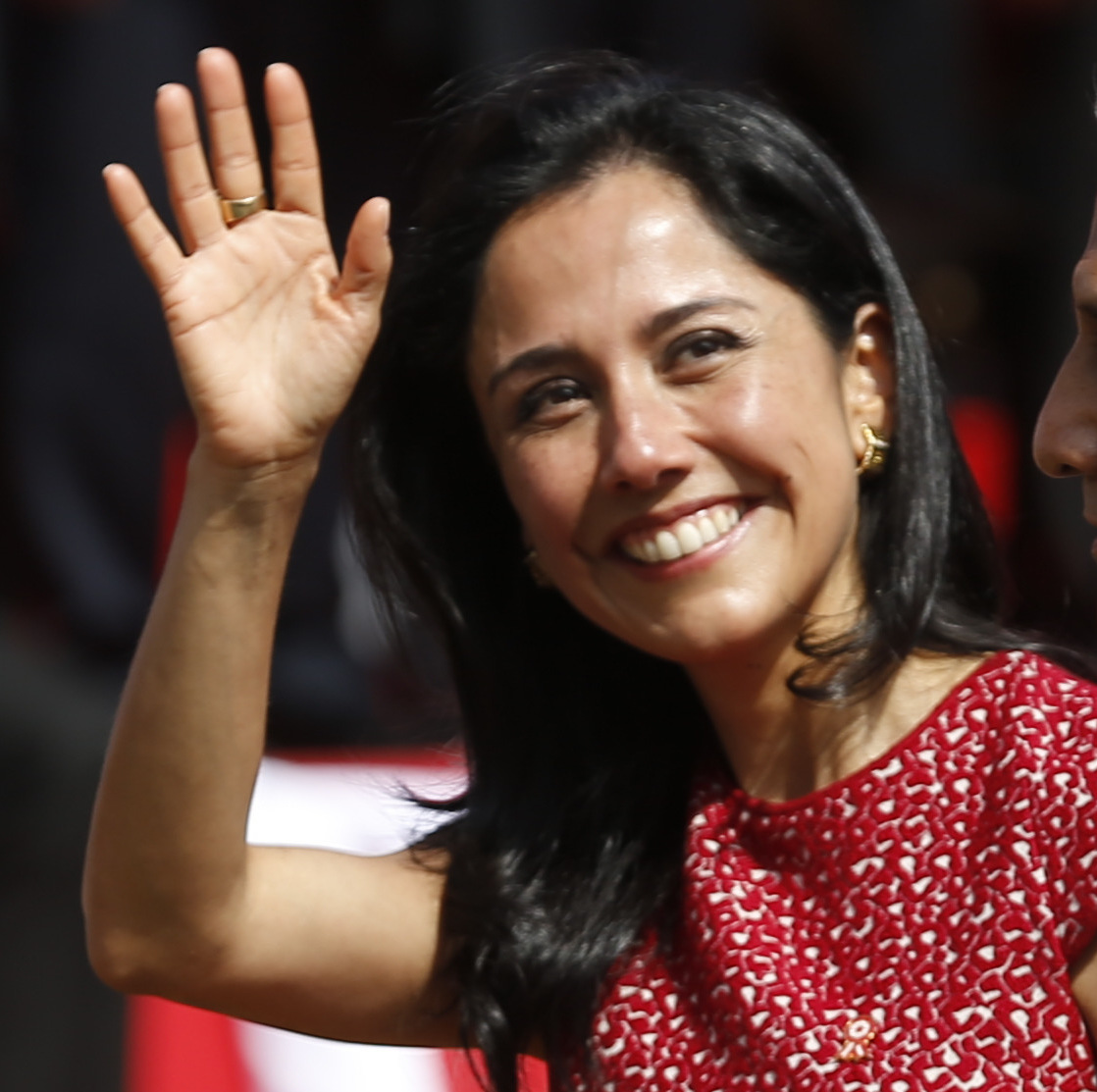
Nadine Heredia, esposa de Humala y primera dama del Perú (2011-2016)

A lo largo de la historia republicana del Perú, era sorprendente tener a Nadine Heredia representando a una primera dama a nivel omnipresente en el gobierno de Ollanta Humala. A pesar de que el ser Primera dama es un título protocolar no oficial que pertenece a la esposa del Presidente de la República, tiene como labor principal la ayuda social y presencia en todos los eventos protocolares el cual el presidente lleva a cabo, ya sea nacional o internacional. Por ello, cabe destacar el papel que tuvo Nadine Heredia en el gobierno de Ollanta Humala. Esta idea de la primera dama como principal artífice del gobierno de Humala fue un factor predeterminante en el desarrollo del 2011 hasta el 2016. Debido a factores ajenos a materia política, la sociedad peruana tuvo una rara aceptación ante esto nuevo que se tenía al frente: una primera dama omnipresente y con aparente dominancia de poderes, incluso más allá que el presidente. Es por ello que el personaje de Nadine Heredia fue una pieza fundamental en los cinco años de gobierno de Ollanta Humala.
Por si ello fuera poco, y es de esperarse, el gobierno se vio inmerso en una serie de escándalos desde su primer año de gobierno, los cuales hicieron que bajase su popularidad y la de la primera dama; sin embargo, uno de los datos más curiosos fueron que en dado tiempo la popularidad de Nadine fue incluso mejor que la del mismo presidente. Para el año 2013, un 47 % de la población peruana opina a favor de la labor que desarrolla la primera dama y este porcentaje es mayor que la del propio Humala. Ciertamente la opinión del país estaba dividida, más aún que frente a este nuevo personaje de la primera dama, la polarización de la opinión era muy diversa.
Otro punto importante en el gobierno del Partido Nacionalista, fue la legitimidad del gobierno de Ollanta Humala frente a la figura de Nadine Heredia. Este rasgo que permaneció a lo largo del mandato y otorgó debilidad hacia el personaje de Humala. Base de esto se tiene a las declaraciones de Chehade en su libro: “La Gran Usurpación”. Dicho libro fue polémico, ya que relataba anécdotas en la cual Nadine Heredia ejercía responsabilidades propias del presidente, como por ejemplo, que el día previo a fiestas patrias, él -Chehade- recibió un mensaje de Heredia el cual decía “estoy terminando , creo, de redactar el discurso presidencial del Señor Presidente de la República para el día de mañana”, entre esta y muchas otras declaraciones, no solo a nivel de anécdotas sino también a nivel oficial y nacional, es por el cual la imagen de Nadine Heredia se sobrepuso muchas veces ante la del propio Presidente. En tanto, y como se menciona anteriormente, la legitimidad personal del mandatario fue manchada con un tinte de debilidad a causa de la primera dama Nadine Heredia.

### Aprobación y popularidad de Ollanta Humala en su gobierno
Como es de esperarse los escándalos por corrupción y por influencias de la primera dama, no hicieron esperar en las encuestas del a gobierno. Dentro del pico cumbre de su aprobación dentro de su primer año de gobierno Ollanta Humala gozó de una popularidad del 65 % rebelan fuentes de El Comercio (2016). Mientras que por otro lado en sus últimos meses solo logró alcanzar el 13 % de aprobación. Para reforzar la siguiente cita, se tiene fuente de Radio Programa de Noticias con el siguiente informe sobre la aprobación de Ollanta:
El punto más bajo y el adiós. En septiembre del 2015 sale a luz el caso de las agendas de Nadine Heredia. La popularidad de Ollanta Humala se desploma hasta el 13 % y su desaprobación crece hasta el 80 %. La tendencia se mantiene así hasta mediados del 2016. En el último mes de su gobierno, tras el anuncio del aumento del sueldo mínimo y el impedimento de salida del país para Nadine Heredia, la popularidad de Ollanta Humala sube hasta el 25 % y su desaprobación se reduce al 68 %. Se despide con estos números del gobierno y ante la posibilidad de enfrentar nuevas denuncias por corrupción tras dejar el cargo y sin tener un solo representante de su bancada en el Nuevo Congreso.
Según algunos analistas esto se debe a la lentitud de sus propuestas, inseguridad y el mal manejo político fueron factores que explicarían la baja popularidad del Ollanta Humala.

## Protestas sociales

### Cajamarca
El 23 de octubre de 2011 se iniciaron una serie de protestas en Celendín, Cajamarca contra el proyecto Conga de la minera Yanacocha, que supone eliminar cuatro lagunas y gran parte de cabecera de cuenca de la zona, para extraer oro y cobre principalmente. Humala había anunciado en su campaña electoral que el agua es más importante que el oro, motivo por el cual la población pidió su ayuda; el presidente salió al siguiente día en conferencia de prensa en donde anunció que Sí se puede tener el oro y el agua a la vez, estas declaraciones fueron tomadas como una traición a los cajamarquinos. El paro continuó tomando fuerza y las vías de acceso a Cajamarca se vieron bloqueadas. Tras seis días de paro, la minera Yanacocha suspendió temporalmente el proyecto Conga, pese a ello el paro continuó. El 4 de diciembre Humala declaró en estado de emergencia las provincias cajamarquinas de Cajamarca, Celendín, Hualgayoc y Contumazá.
A fines de junio de 2012 la minera empezó la construcción del primer reservorio en Conga; y en mensaje a la nación, Humala expresó que continuaría el proyecto. Las protestas que habían reiniciado el 31 de mayo continuaron hasta que el 3 de julio, en la ciudad de Celendín, en medio de un enfrentamiento entre manifestantes y policías dejó como saldo 3 civiles muertos, luego de ello se declaró estado de emergencia en Celendín, Hualgayoc y Cajamarca; al día siguiente, por la mañana detuvieron impetuosamente al líder ambientalista y dirigente Marco Arana mientras estaba sentado en una banca de la plaza de armas, con un cartel en el pecho alusivo a la protesta; sería liberado en la madrugada del 5 de julio. En pleno estado de emergencia murieron dos personas más, una que había sido herida en el enfrentamiento del 3 de julio en Celendín y otro en la localidad de Bambamarca, donde estuvieron protestando a pesar del estado de emergencia. Días después de que se declaró el estado de emergencia, el Gobierno central propuso como mediador al padre Miguel Cabrejos, y el gobierno regional de Cajamarca propuso también como mediador al padre Gastón Garatea; ambos mediadores primero empezaron un diálogo con los dirigentes cajamarquinos, segundo visitaron la zona de influencia del proyecto y tercero entablaron un diálogo con la empresa minera; este suceso aún está en desarrollo, hasta que se llegue a una solución adecuada para este conflicto.

### Cañete
Desde el 30 de noviembre de 2011 los pobladores de la provincia de Cañete se dirigieron a la variante de Cerro Azul, en señal de protesta contra la construcción de la segunda etapa del penal La Cantera en Cañete porque, aducen, su presencia en la ciudad ha aumentado el índice de criminalidad. Al siguiente día el Instituto nacional Penitenciario desistió de la construcción, y pese a ello los pobladores anunciaron un paro indefinido. Al tercer día del paro la protesta se desbordó y un manifestante murió en enfrentamiento con la policía, que también dejó como saldo a más de 20 heridos.

### Madre de Dios
El 5 de marzo de 2012 los pobladores de Madre de Dios iniciaron una protesta contra el decreto legislativo del Gobierno que faculta a las fuerzas del orden a decomisar maquinaria de extracción ilegal. El decreto, además, impide que los titulares de concesiones mineras realicen ejercicios de actividades de exploración o explotación sin una autorización previa. En el primer día de protesta más de 5 mil mineros informales bloquearon las principales avenidas en la ciudad de Puerto Maldonado; estos exigían que se derogue el mencionado decreto. El día 14 del mismo mes se reanudaron las protestas con enfrentamientos con la policía; la quema de automóviles y el bloqueo del aeropuerto; horas después, murieron tres manifestantes y se hirieron a 50 personas. Al siguiente día en Arequipa, Puno y Apurimac manifestantes se enfrentaron a agentes de la Policía Nacional. El mismo día el presidente de la Federación de Mineros de Madre de Dios anunció que ya no habrá más manifestaciones en la región para retomar el diálogo con el Poder Ejecutivo.

### Espinar
El 21 de mayo de 2012 los pobladores de la provincia de Espinar en Cusco, empezaron una protesta en contra de la minera Xstrata Tintaya, aduciendo que esta contamina los ríos cercanos; en el segundo día de huelga los comuneros se enfrentaron a la policía dejando dos heridos. Las protestas continuaron y el número de víctimas; en el quinto día la provincia se paralizó y se bloquearon las principales carreteras A la semana siguiente los manifestantes quemaron una camioneta y secuestraron al fiscal provincial de Espinar, además el enfrentamiento dejó muertos a dos civiles; al siguiente día la cifra aumentó a cuatro; ante ello se decretó Estado de Emergencia en la provincia y se convocó a una mesa de diálogo con los manifestantes.

### Seguridad ciudadana
Tras diversos escándalos policiales y de seguridad ciudadana en el país a mediados de febrero de 2013, empezaron a salir encuestas que revelaban que el 86.7 % de peruanos se sienten inseguros; además se reveló que incrementó el porcentaje de víctimas de hechos que atentaron contra su seguridad con armas de fuego. Tras ello el ministro del Interior, Wilfredo Pedraza dijo que la Seguridad ciudadana no está en emergencia y que las encuestas reflejaban solo una percepción. Ante ello la oposición pidió la renuncia de, Raúl Salazar, director de la Policía por los sucesivos fracasos en lo que corresponde a seguridad ciudadana. A los días siguientes un programa de televisión mostró audios en los cuales Salazar presumió de su cercanía con el presidente Ollanta Humala, y la oposición pidió su renuncia. Los primeros días de marzo el ministro del Interior fue interpelado por el Congreso de la República y fue pedida una moción de censura que no prosperó.
El 12 de abril fue interpelado el presidente del Consejo de Ministros Juan Jiménez Mayor por el tema de inseguridad ciudadana que iba en aumento; luego de que se le formularan y respondiera la más de 20 preguntas del caso, el premier propuso al Congreso trabajar en conjunto.

## Poderes del estado

### Legislativo
Ejercieron el cargo de Presidente del Congreso de la República del Perú:
| Presidente del congreso                  | Periodo                                   |
| ---------------------------------------- | ----------------------------------------- |
| Daniel Abugattás Majluf                  | 26 de julio de 2011 - 26 de julio de 2012 |
| Víctor Isla Rojas                        | 26 de julio de 2012 - 26 de julio de 2013 |
| Fredy Otárola Peñaranda                  | 26 de julio de 2013 - 22 de julio de 2014 |
| Luis Iberico Núñez (presidente interino) | 22 de julio de 2014 - 26 de julio de 2014 |
| Ana María Solórzano                      | 26 de julio de 2014 - 26 de julio de 2015 |
| Luis Iberico Núñez                       | 26 de julio de 2015 - 26 de julio de 2016 |

En las Elecciones Generales del 10 de abril del 2011 se eligieron a 130 congresistas para el nuevo periodo del Parlamento 2011-2016. Del total de los elegidos, 28 curules fueron ocupadas por mujeres y las 102 restantes, por hombres. Por otro lado, 28 parlamentarios fueron reelegidos. Además, seis grupos políticos obtuvieron los votos necesarios para ser representados en el Parlamento. En primer lugar con 47 curules lo obtuvo el Partido de Gobierno Gana Perú, seguido de Fuerza Popular con 37 curules, en tercer lugar, Perú Posible alcanzó 21 curules, Alianza por el Gran Cambio obtuvo 12, Alianza Solidaridad Nacional contó con 9 y el Partido Aprista Peruano solo alcanzó 4 escaños. La distribución de los curules muestra que ninguna de las agrupaciones tendrá una mayoría absoluta, siendo la fragmentación en el Congreso uno de sus principales rasgos.

#### Período Parlamentario 2011-2016
| Grupo Parlamentario al empezar el periodo          | Proporcionalidad | Rango       | Grupo Parlamentario al terminar el periodo | Proporcionalidad | Rango       |
| Nacionalista Gana Perú                             | 36 %             | 1.ª bancada | Nacionalista-Gana Perú                     | 20 %             | 2.ª bancada |
| Fujimorista                                        | 29 %             | 2.ª bancada | Fuerza Popular                             | 26 %             | 1.ª bancada |
| Alianza Parlamentaria                              | 15 %             | 3.ª bancada | Se desintegró                              |                  |             |
| Alianza por el Gran Cambio                         | 9 %              | 4.ª bancada | Se desintegró                              |                  |             |
| Solidaridad Nacional                               | 6 %              | 5.ª bancada | Solidaridad Nacional                       | 5 %              | 7.ª bancada |
| Concertación Parlamentaria                         | 5 %              | 6.ª bancada | Concertación Parlamentaria                 | 7 %              | 5.ª bancada |
|                                                    |                  |             | Dignidad y Democracia                      | 9 %              | 3.ª bancada |
| Perú Posible                                       | 8 %              | 4.ª bancada |                                            |                  |             |
| Acción Popular-Frente Amplio                       | 6 %              | 6.ª bancada |                                            |                  |             |
| PPC-APP                                            | 5 %              | 8.ª bancada |                                            |                  |             |
| Unión Regional                                     | 5 %              | 9.ª bancada |                                            |                  |             |
| Fuente: Portal del Congreso de la República (2016) |                  |             |                                            |                  |             |

#### Modificaciones en las composiciones de la bancada del Partido de Gobierno (Transfuguismo)
Durante el periodo de gobierno del Presidente Ollanta Humala, diecinueve Congresistas se retiraron del Partido de Gobierno y optaron por unirse a otras bancadas, representando el periodo de mayor transfuguismo político.
Fue en el año 2012 que cuatro congresistas de la bancada oficialista renunciaron al Partido Gana Perú, aduciendo que el presidente había traicionado en Programa de la Gran Transformación y de la Hoja de Ruta, como también indicaron que esta bancada carecía de democracia interna. Los congresistas que renunciaron fueron Verónika Mendoza, Javier Diez Canseco, Rosa Mavila y Rubén Coa, siendo este último el único que retorna. Posteriormente, Jorge Rimarachín fue expulsado. Otra de las razones de fuerza para la renuncia de estos congresistas mencionados fue que el Gobierno había decretado en emergencia la zona de Espinar (Cuzco) por las movilizaciones de la población frente al proyecto minero Xtrata Tintaya. Para resolver esta situación el Gobierno había desarrollado acciones de represión policial, lo que ocasionó muertos y heridos (Chehade 2016).
En el 2014, se incrementó el número de parlamentarios que renunciaron, los que formaron una nueva agrupación denominada “Dignidad y Democracia”, integrada por Esther Saavedra, Juan Pari, Claudia Coari, Justiniano Apaza, Amado Romero y Natalie Condori, Roberto Angulo y Jaime Delgado.
En el 2015, se apartaron de la bancada, Sergio Tejada y Rogelio Canches, expresando: “ninguna voluntad de escuchar a aquellos que hemos tenido una posición discrepante”.
En agosto del 2016, renunció Wilder Ruíz, igualmente Celia Anicama y, posteriormente, Marisol Espinoza. También habían sido separados Omar Chehade, exvicepresidente de la República, y Cenaida Uribe.
Solamente en el año 2011 y en el año 2013, no hubo disidentes en el Partido Nacionalista. El haber pasado de 47 congresistas al inicio del Gobierno a 28 al término del mismo, puso en evidencia la fragilidad del oficialismo y su carente conducción para establecer el diálogo en la agrupación.

### Judicial
Ejercieron el cargo de Presidente de la Corte Suprema del Perú:
| Presidente de la Corte Suprema | Periodo                                 |
| ------------------------------ | --------------------------------------- |
| César San Martín Castro        | 3 de enero de 2011 - 2 de enero de 2013 |
| Enrique Mendoza Ramírez        | 2 de enero de 2013 - 5 de enero de 2015 |
| Víctor Ticona Postigo          | 5 de enero de 2015 - 2 de enero de 2017 |

### Ejecutivo

#### Vicepresidentes
| Vicepresidencia         | Nombre           | Notas    |
| ----------------------- | ---------------- | -------- |
| Primera Vicepresidencia | Marisol Espinoza |          |
| Segunda Vicepresidencia | Omar Chehade     | Renunció |

#### Ministros

##### Duración de Ministros de Estado 2011-2016
| Ministerio | Ministro                  | Duración | Duración | Duración |
| Presidencia del Consejo de Ministros                                                                          | Salomón Lerner Ghitis     |          | 4 meses  | 13 días  |
| Presidencia del Consejo de Ministros                                                                          | Óscar Valdés Dancuart     |          | 7 meses  | 12 días  |
| Presidencia del Consejo de Ministros                                                                          | Juan Jiménez Mayor        | 1 año    | 3 meses  | 8 días   |
| Presidencia del Consejo de Ministros                                                                          | César Villanueva Arévalo  |          | 3 meses  | 24 días  |
| Presidencia del Consejo de Ministros                                                                          | René Cornejo Díaz         |          | 4 meses  | 28 días  |
| Presidencia del Consejo de Ministros                                                                          | Ana Jara Velásquez        |          | 8 meses  | 11 días  |
| Presidencia del Consejo de Ministros                                                                          | Pedro Cateriano Bellido   | 1 año    | 3 meses  | 26 días  |
| Ministerio de Agricultura                                                                                     | Miguel Caillaux           |          | 4 meses  | 13 días  |
| Ministerio de Agricultura                                                                                     | Luis Ginocchio            |          | 7 meses  | 12 días  |
| Ministerio de Agricultura                                                                                     | Milton Von Hesse          | 1 año    | 7 meses  | 1 día    |
| Ministerio de Agricultura                                                                                     | Juan Manuel Benites       | 2 años   | 5 meses  | 4 días   |
| Ministerio del Ambiente                                                                                       | Ricardo Giesecke          |          | 4 meses  | 13 días  |
| Ministerio del Ambiente                                                                                       | Manuel Pulgar Vidal       | 4 años   | 7 meses  | 17 días  |
| Ministerio de Comercio Exterior y Turismo                                                                     | José Silva Martinot       | 1 año    | 11 meses | 24 días  |
| Ministerio de Comercio Exterior y Turismo                                                                     | Magali Silva              | 3 años   |          | 4 días   |
| Ministerio de Cultura                                                                                         | Susana Baca               |          | 4 meses  | 13 días  |
| Ministerio de Cultura                                                                                         | Luis Peirano              | 1 año    | 7 meses  | 13 días  |
| Ministerio de Cultura                                                                                         | Diana Álvarez Calderón    | 3 años   |          | 4 días   |
| Ministerio de Defensa                                                                                         | Daniel Mora               |          | 4 meses  | 13 días  |
| Ministerio de Defensa                                                                                         | Alberto Otárola           |          | 4 meses  | 29 días  |
| Ministerio de Defensa                                                                                         | José Urquizo              |          | 2 meses  | 9 días   |
| Ministerio de Defensa                                                                                         | Pedro Cateriano           | 2 años   | 8 meses  | 10 días  |
| Ministerio de Defensa                                                                                         | Jakke Valakivi            | 1 año    | 3 meses  | 26 días  |
| Ministerio de Desarrollo e Inclusión Social                                                                   | Carolina Trivelli         | 1 año    | 9 meses  | 1 día    |
| Ministerio de Desarrollo e Inclusión Social                                                                   | Mónica Rubio              |          | 7 meses  |          |
| Ministerio de Desarrollo e Inclusión Social                                                                   | Paola Bustamante          | 2 años   | 5 meses  | 4 días   |
| Ministerio de Economía y Finanzas                                                                             | Luis Miguel Castilla      | 3 años   | 1 mes    | 17 días  |
| Ministerio de Economía y Finanzas                                                                             | Alonso Segura             | 1 año    | 10 meses | 14 días  |
| Ministerio de Educación                                                                                       | Patricia Salas            | 2 años   | 3 meses  | 3 días   |
| Ministerio de Educación                                                                                       | Jaime Saavedra            | 2 años   | 8 meses  | 27 días  |
| Ministerio de Energía y Minas                                                                                 | Carlos Herrera Descalzi   |          | 4 meses  | 13 días  |
| Ministerio de Energía y Minas                                                                                 | Jorge Merino              | 2 años   | 2 meses  | 13 días  |
| Ministerio de Energía y Minas                                                                                 | Eleodoro Mayorga          |          | 11 meses | 24 días  |
| Ministerio de Energía y Minas                                                                                 | Rosa Ortiz                | 1 año    | 5 meses  | 11 días  |
| Ministerio del Interior                                                                                       | Oscar Valdés              |          | 4 meses  | 13 días  |
| Ministerio del Interior                                                                                       | Daniel Lozada             |          | 4 meses  | 29 días  |
| Ministerio del Interior                                                                                       | Wilber Calle              |          | 2 meses  | 9 días   |
| Ministerio del Interior                                                                                       | Wilfredo Pedraza          | 1 año    | 3 meses  | 23 días  |
| Ministerio del Interior                                                                                       | Walter Albán              |          | 7 meses  | 4 días   |
| Ministerio del Interior                                                                                       | Daniel Urresti            |          | 7 meses  | 25 días  |
| Ministerio del Interior                                                                                       | José Luis Pérez Guadalupe | 1 año    | 5 meses  | 11 días  |
| Ministerio de Justicia                                                                                        | Francisco Eguiguren       |          | 4 meses  | 13 días  |
| Ministerio de Justicia                                                                                        | Juan Jiménez              |          | 7 meses  | 12 días  |
| Ministerio de Justicia                                                                                        | Eda Rivas                 |          | 9 meses  | 22 días  |
| Ministerio de Justicia                                                                                        | Daniel Figallo            | 1 año    | 9 meses  | 2 días   |
| Ministerio de Justicia                                                                                        | Freddy Otárola            |          | 1 mes    | 16 días  |
| Ministerio de Justicia                                                                                        | Gustavo Adrianzén         |          | 6 meses  | 18 días  |
| Ministerio de Justicia                                                                                        | Aldo Vásquez              |          | 9 meses  | 7 días   |
| Ministerio de la Mujer y del Desarrollo Social [Desde 2012: Ministerio de la Mujer y Poblaciones Vulnerables] | Aída García Naranjo       |          | 4 meses  | 13 días  |
| Ministerio de la Mujer y del Desarrollo Social [Desde 2012: Ministerio de la Mujer y Poblaciones Vulnerables] | Ana Jara                  | 2 años   | 2 meses  | 13 días  |
| Ministerio de la Mujer y del Desarrollo Social [Desde 2012: Ministerio de la Mujer y Poblaciones Vulnerables] | Carmen Omonte             |          | 11 meses | 24 días  |
| Ministerio de la Mujer y del Desarrollo Social [Desde 2012: Ministerio de la Mujer y Poblaciones Vulnerables] | Marcela Huaita            | 1 año    | 5 meses  | 11 días  |
| Ministerio de Producción                                                                                      | Kurt Burneo Farfán        |          | 4 meses  | 13 días  |
| Ministerio de Producción                                                                                      | José Urquizo              |          | 5 meses  | 2 días   |
| Ministerio de Producción                                                                                      | Gladys Triveño            | 1 año    | 9 meses  | 10 días  |
| Ministerio de Producción                                                                                      | Piero Ghezzi              | 2 años   | 5 meses  | 4 días   |
| Ministerio de Relaciones Exteriores                                                                           | Rafael Roncagliolo        | 1 año    | 9 meses  | 17 días  |
| Ministerio de Relaciones Exteriores                                                                           | Eda Rivas                 | 1 año    | 1 mes    | 8 días   |
| Ministerio de Relaciones Exteriores                                                                           | Gonzalo Gutiérrez         |          | 9 meses  | 10 días  |
| Ministerio de Relaciones Exteriores                                                                           | Ana María Sánchez Vargas  | 1 año    | 3 meses  | 26 días  |
| Ministerio de Salud                                                                                           | Alberto Tejada            |          | 11 meses | 25 días  |
| Ministerio de Salud                                                                                           | Midori De Habich          | 2 años   | 3 meses  | 13 días  |
| Ministerio de Salud                                                                                           | Aníbal Velásquez          | 1 año    | 8 meses  | 23 días  |
| Ministerio de Trabajo                                                                                         | Rudecindo Vega            |          | 4 meses  | 13 días  |
| Ministerio de Trabajo                                                                                         | José Villena              |          | 11 meses | 28 días  |
| Ministerio de Trabajo                                                                                         | Teresa Laos               | 1 año    | 2 meses  | 15 días  |
| Ministerio de Trabajo                                                                                         | Ana Jara                  |          | 4 meses  | 28 días  |
| Ministerio de Trabajo                                                                                         | Freddy Otárola            |          | 6 meses  | 24 días  |
| Ministerio de Trabajo                                                                                         | Daniel Maurate            | 1 año    | 5 meses  | 11 días  |
| Ministerio de Transportes y Comunicaciones                                                                    | Carlos Paredes Rodríguez  | 2 años   | 10 meses | 26 días  |
| Ministerio de Transportes y Comunicaciones                                                                    | José Gallardo             | 2 años   | 1 mes    | 5 días   |
| Ministerio de Vivienda, Construcción y Saneamiento                                                            | René Cornejo              | 2 años   | 6 meses  | 27 días  |
| Ministerio de Vivienda, Construcción y Saneamiento                                                            | Milton Von Hesse          | 1 año    | 7 meses  | 17 días  |
| Ministerio de Vivienda, Construcción y Saneamiento                                                            | Francisco Dumler          |          | 9 meses  | 17 días  |

#### Consejeros presidenciales
- Eduardo Federico Roy Gates (2011-2015)
- Adrián Villafuerte Macha (2011-2013) Consejero Presidencial en temas de Defensa
- Oscar Dancourt Masías (2011-2015) Consejero Presidencial en asuntos económicos.
- Wilfredo Pedraza Sierra (2014-2016) Consejero Presidencial en temas policiales

| Predecesor: Segundo gobierno de Alan García | Gobierno del Perú 28 de julio de 2011 a 28 de julio de 2016 | Sucesor: Gobierno de Pedro Pablo Kuczynski |